# Ях'я Голмохаммаді
Ях'я Голмохаммаді (перс. يحيى گل محمدى‎; нар. 19 березня 1971, Махмудабад, Іран) — іранський футболіст і футбольний тренер.

## Кар'єра гравця

### Клубна
Більшу частину своєї професійної кар'єри Ях'я Голмохаммаді грав за «Персеполіс». Він дебютував як футболіст у 1989 році за «Трактор Сазі». Через два роки він підписав контракт з командою «Пура». Він грав у «Пурі» протягом чотирьох років, а потім підписав контракт з «Персеполісом» в 1995 році і виграв чемпіонат Ірану в перший же сезон. У 1999 році він перейшов в клуб «Фулад», а через три роки повернувся в «Персеполіс». У 2005 році Ях'я залишив «Персеполіс» заради вигідного контракту з клубом «Саба». «Саба Баттері», з допомогою Голмохаммаді і гравця збірної Ірану Алі Даєї, зуміла здивувати всіх, вигравши Кубок Хазфі. Він грав за цей клуб до 2008 року, після чого оголосив про завершення кар'єри футболіста.

### Міжнародна
Голмохаммаді забив гол на останній хвилині гри у стиковому матчі відбіркового турніру чемпіонату світу 2002 проти Ірландії.
11 червня 2006 року Голмохаммаді забив гол у грі проти Мексики в першому раунді чемпіонату світу з футболу 2006. Він пішов з міжнародного футболу відразу після чемпіонату світу з футболу 2006 року. Він зіграв 74 матчі за першу команду і забив п'ять голів.
Він також був гравцем національної олімпійської футбольної команди Ірану на Азійських іграх 2002 року, на яких Іран здобув перемогу.

## Кар'єра тренера

### Саба
Після відставки Мохаммада Хуссейна Зіаеї з поста тренера «Саби», Голмохаммаді став його наступником. Він очолював «Сабу» протягом останніх десяти матчів і привів команду до третього місця, поступившись клубам «Персеполіс» і «Сепахан». Цей результат став кращим результатом для «Саби» в чемпіонаті Ірану за всю історію клубу. Було багато чуток, що Голмохаммаді і надалі буде керувати клубом в наступному сезоні, але він відмовився продовжити свій контракт.

### Тарбіат Єзд
У липні 2008 року Голмохаммаді очолив команду з Ліги Азадеган «Тарбіат Єзд». Його команда почала сезон 2008/09 трьома перемогами поспіль, але в кінці сезону, «Тарбіат» фінішував на 5-му місці групи В, внаслідок чого клуб не був підвищений в Іранську Про-Лігу. Він продовжив свою роботу з «Тарбіат Єзд» в наступному сезоні і привів команду до третього місця. По завершенню сезону він подав у відставку з поста головного тренера, щоб стати головним тренером іншої команди «Нассаджи Мазендеран».

### Нассаджи Мазендеран
Він став головним тренером «Нассаджи Мазендеран» в липні 2010 року. Він також не зміг сприяти просуванню клубу в Іранську Про-Лігу, посівши 4-е місце в сезоні 2010/11. Він був звільнений з клубу у вересні 2011 року.

### Рах Ахан
Після того, як Алі Даеї став головним тренером клубу «Рах Ахан», він обрав свого колишнього напарника по команді на посаду тренера команди. Ях'я працював з Даеї один сезон як його помічник, але залишив тренерський штаб «Рах Ахан» в кінці сезону, щоб очолити «Саба Ком» вдруге.

### Персеполіс
25 вересня 2012 року «Персеполіс» оголосив, що Голмохаммаді стане помічником головного тренера Хосе Мануеля. Він офіційно розпочав свою роботу 26 вересня. 7 грудня 2012 року Голмохаммаді був призначений виконуючим обов'язки головного тренера після звільнення Хосе. Три дні тому він був затверджений як головний тренер клубу й підписав контракт з клубом до кінця сезону. Голмохаммаді призначив своїми помічниками Вінко Беговича і Каріма Багері.
Його перша гра в ролі головного тренера відбулася в матчі Кубка Ірану проти «Малавана», який його команда виграла з рахунком 6:0. Його команда виграла ще три матчі на цьому турнірі, програвши у фіналі «Сепахану» по пенальті. Його перша гра в чемпіонаті Ірану проти  «Санат Нафт» завершилася з рахунком 2:2.

### Нафт Тегеран
20 травня 2013 року Ях'я підписав контракт на один рік з «Нафт Тегеран». Його команда почала сезон з перемоги 1:0 в матчі проти «Фаджр Сепасі». «Нафт Тегеран» завершив сезон 2013/14 на третьому місці, кваліфікувавшись в плей-офф Ліги чемпіонів АФК, що стало кращим результатом клубу в його історії. 10 травня 2014 Голмохаммаді перейшов з «Нафт Тегеран» в «Зоб Ахан».

### Зоб Ахан
10 травня 2014 року «Зоб Ахан» оголосив на своєму офіційному сайті, що Ях'я Голмохаммаді підписав дворічний контракт з командою з Ісфахана. Незважаючи на невдалий старт, «Зоб Ахан» зумів завершити чемпіонат на четвертому місці, забезпечивши місце в Лізі чемпіонів АФК. Клуб виграв Кубок Ірану після перемоги над «Нафт Тегеран» у фіналі. Цей трофей став першим у тренерській кар'єрі Голмохаммаді.

## Статистика

### Клубна статистика
| Клубні дані        | Клубні дані        | Клубні дані        | Ліга | Ліга | Кубок       | Кубок       | Континентальні | Континентальні | Всього | Всього |
| Сезон              | Клуб               | Ліга               | Ігри | Голи | Ігри        | Голи        | Ігри           | Голи           | Ігри   | Голи   |
| Іран               | Іран               | Іран               | Ліга | Ліга | Кубок Хафзі | Кубок Хафзі | Азия           | Азия           | Всього | Всього |
| ------------------ | ------------------ | ------------------ | ---- | ---- | ----------- | ----------- | -------------- | -------------- | ------ | ------ |
| 1999/00            | Фулад              | Ліга Азадеган      |      |      |             |             | -              | -              |        |        |
| 2000/01            | Фулад              | Ліга Азадеган      |      |      |             |             | -              | -              |        |        |
| 2001/02            | Фулад              | Про-Ліга           |      | 6    |             |             | -              | -              |        |        |
| 2002/03            | Персеполіс         | Про-Ліга           | 16   | 3    | 2           | 0           | 3              | 2              | 21     | 5      |
| 2003/04            | Персеполіс         | Про-Ліга           | 19   | 0    |             |             | -              | -              |        |        |
| 2004/05            | Персеполіс         | Про-Ліга           | 23   | 0    |             |             | -              | -              |        |        |
| 2005/06            | Саба Беттері       | Про-Ліга           | 23   | 3    |             |             |                | 1              |        |        |
| 2006/07            | Саба Беттері       | Про-Ліга           | 18   | 4    | 5           | 1           | -              | -              | 23     | 5      |
| 2007/08            | Саба Беттері       | Про-Ліга           | 22   | 0    |             |             | -              | -              |        |        |
| Загалом за кар'єру | Загалом за кар'єру | Загалом за кар'єру | 167  | 15   |             |             |                | 3              |        |        |

### Голи за збірну
| # | Дата              | Місто               | Суперник | Рахунок | Результат | Турнір                          |
| - | ----------------- | ------------------- | -------- | ------- | --------- | ------------------------------- |
| 1 | 8 серпня 2001     | Тегеран, Іран       | Оман     | 1:0     | 5:2       | Кубок LG 2001                   |
| 2 | 15 листопада 2001 | Тегеран, Іран       | Ірландія | 1:0     | 1:0       | Кваліфікація на ЧС-2002         |
| 3 | 26 вересня 2003   | Амман, Йорданія     | Йорданія | 1:0     | 2:3       | Кваліфікація на Кубок Азії 2004 |
| 4 | 19 листопада 2003 | Бейрут, Ліван       | Ліван    | 2:0     | 3:0       | Кваліфікація на Кубок Азії 2004 |
| 5 | 11 червня 2006    | Нюрнберг, Німеччина | Мексика  | 1:1     | 1:3       | Чемпіонат світу з футболу 2006  |

### Тренерська статистика
| Команда             | Країна | З               | По              | Статистика | Статистика | Статистика | Статистика | Статистика                 | Статистика | Статистика | Статистика |
| І                   | В      | Н               | П               | %В         | ГЗ         | ГП         | РГ         |                            |            |            |            |
| ------------------- | ------ | --------------- | --------------- | ---------- | ---------- | ---------- | ---------- | -------------------------- | ---------- | ---------- | ---------- |
| Саба                | Іран   | 28 березня 2008 | 7 червня 2008   | 10         | 3          | 4          | 3          | 30,00 \|\|14\|\|11\|\|+3   |            |            |            |
| Тарбіат Єзд         | Іран   | 4 липня 2008    | 2 липня 2010    | 52         | 21         | 19         | 12         | 40,38 \|\|61\|\|42\|\|+19  |            |            |            |
| Нассаджи Мазендеран | Іран   | 3 липня 2010    | 1 вересня 2011  | 26         | 11         | 9          | 6          | 42,31 \|\|34\|\|17\|\|+17  |            |            |            |
| Саба                | Іран   | 20 червня 2012  | 24 вересня 2012 | 9          | 4          | 2          | 3          | 44,44 \|\|12\|\|8\|\|+4    |            |            |            |
| Персеполіс          | Іран   | 10 грудня 2012  | 31 травня 2013  | 22         | 10         | 10         | 2          | 45,45 \|\|35\|\|25\|\|+10  |            |            |            |
| Нафт Тегеран        | Іран   | 1 червня 2013   | 1 червня 2014   | 32         | 16         | 9          | 7          | 50,00 \|\|42\|\|24\|\|+18  |            |            |            |
| Зоб Ахан            | Іран   | 1 червня 2014   | 24 вересня 2016 | 85         | 42         | 27         | 16         | 49,41 \|\|137\|\|76\|\|+61 |            |            |            |
| Всього              | Всього | Всього          | Всього          | 236        | 107        | 79         | 50         | 46.50                      | 335        | 196        | +139       |

## Досягнення

### Як гравця
Персеполіс
- Переможець Ліги Азадеган: 1995/96, 1996/97
- Володар Кубка Ірану: 1998/99

Саба
- Володар Кубка Ірану: 2004/05
- Володар Суперкубка Ірану: 2005

Іран
- Переможець Азійських ігор: 2002
- Бронзовий призер Кубка Азії: 2004

### Як тренера
Зоб Ахан
- Володар Кубка Ірану: 2014/15, 2015/16
- Володар Суперкубка Ірану: 2016

Персеполіс
- Чемпіон Ірану: 2019/20, 2020/21, 2022/23
- Володар Суперкубка Ірану: 2020, 2023
- Володар Кубка Ірану: 2022/23